# Marino Piazzolla
Pasquale Marino Piazzolla (San Ferdinando di Puglia, 16 aprile 1910 – Roma, 22 giugno 1985) è stato un poeta e scrittore italiano.

## Biografia

### Gli anni parigini
La prima parte della sua esistenza viene segnata dalla morte dei suoi genitori e dal trasferimento nel 1931 in Francia. A Parigi viene assunto in qualità di segretario e bibliotecario dalla Società Dante Alighieri ed entra in contatto con letterati, artisti e poeti (Filippo Tommaso Marinetti, Lionello Fiumi, Paul Claudel, Pierre de Nolhac). Si appassiona alla lirica simbolista di Stéphane Mallarmé; stringe amicizia con Paul Valéry e con André Gide, che accoglie nella rivista Arts et Idées, diretta dal maurrassiano Lucien Combelle, suoi testi di critica. Nel 1936 esordisce con un saggio su Pirandello e rende omaggio a Charles Maurras con un componimento poetico sulla rivista Eurydice.
Compie gli studi a Parigi alla Sorbona, laureandosi in filosofia nel 1938, con una tesi sulle poetiche Da Aristotele all'abate Brémond. Nello stesso anno consegue il «Diploma di Studi superiori di scienze sociali» al «Collège libre des sciences sociales» di Parigi, con una tesi su Nietzsche.
Collabora a L'Âge Nouveau di Marcello Fabri, alla seconda serie del mensile franco-italo-spagnolo La Phalange (su cui scrivono anche D'Annunzio, Ada Negri e Lucio d'Ambra); frequenta i surrealisti André Breton, Paul Éluard e il poeta Pierre Pascal che scrive la prefazione al suo poema Redenzione; pubblica in francese le due raccolte di versi Horizons Perdus e Caravanes.

### Il ritorno in Italia
Tornato in Italia nel 1940, dà alle stampe il poemetto mitologico Persite e Melasia. Nel 1945 si stabilisce a Roma. Insegna Storia e Filosofia nei licei. Nel frattempo conosce Vincenzo Cardarelli, allora direttore de La Fiera Letteraria, che gli affida una rubrica di critica poetica.
A Roma, dal 1946 al 1947, fonda e dirige la rivista Narciso, Letteratura e Psicologia dei sessi. Nell'amore, nell'arte, nella vita.
Nel 1951 a Elegie doriche viene assegnato il premio Etna-Taormina. Nel 1952 completa il poema Lettere della sposa demente, uno dei vertici del nostro Novecento letterario.
Nel 1953 Cesare Vivaldi ed Elio Filippo Accrocca inseriscono nella Collana del Canzoniere, Esilio sull'Himalaya. Seguono anni di intenso lavoro creativo e critico (sul doppio versante letterario e pittorico). Nel 1961 è in lizza per il Premio Marzotto; suo padrino è il rondista Emilio Cecchi.
Nel 1964 vince il Premio nazionale letterario Pisa per la Poesia inedita. Nel 1967 dirige la rivista umoristica L'idiota. Nel 1974 raccoglie le sue favole grottesche nel volume I fiori ci insegnano a sorridere. Collabora alla rivista Cahiers de l'Herne, su cui pubblica un saggio dedicato a Charles De Gaulle.
Scrive molto, diversificando il suo talento tra scrittura satirica, lirica, filosofia, memoriale (I detti immemorabili, L'amata non c'è più, Parabole dell'angelo di cenere, Un saio nell'infinito). Si occupa di critica d'arte e di costume.
Dal 1983 al 1984 escono Dolore greco, Amore greco, Agalmata, Lo Strappo. Muore a Roma nel 1985, facendo in tempo a vedere la prima copia del suo ultimo libro, Il Pianeta Nero. Lascia alla fondazione omonima (Fondazione Marino Piazzolla) lo scopo di ricordarne il nome, l'opera e diffondere la cultura.
Numerosi sono i suoi scritti, fra saggi critici, prose d'arte e poesie, apparsi su quotidiani e riviste italiani e francesi; tra i periodici con cui ha collaborato: Ars et Idees, Le Pont Mirabeau, Eurydice, Le Mercure de France, Dante, Diana, La Phalange, Les Cahiers Drouot, Augustea, Antieuropa, Quadrivio, La Fiera Letteraria, Carovana, Polemica, Momento-sera, Nostro Tempo, Nosside, Iniziative, Crisi e letteratura, Il Fuoco, Dialoghi, Cinzia, La Procellaria, Pagine nuove, Persona, Meridiano di Roma, Il Piccolo, Il Gazzettino, Gazzetta del Sud, Il Roma, Gazzetta di Parma, Il Caffè.
Personalità complessa e sanguigna (lo chiamavano il “toro funebre”), Marino Piazzolla ha avuto riconoscimenti critici di María Zambrano, Mario Sansone, Alberto Frattini, Giacinto Spagnoletti, Giorgio Bàrberi Squarotti, Giorgio Caproni, Giancarlo Fusco, Walter Mauro, Luigi Silori, Pietro Cimatti, Giose Rimanelli, Dario Bellezza, Francesco Grisi e tanti altri. Corrado Govoni ha inserito tre sue liriche nell'antologia Splendore della poesia italiana che raccoglie, come recita il sottotitolo, le più belle 500 liriche della letteratura italiana. Giuliano Manacorda nella Storia della Letteratura Italiana Contemporanea lo cita tra i nomi “destinati a diversi esiti nella poesia e nella critica”.

### Premi
- 1951 Premio Etna - Taormina
- 1953 Premio Chianciano
- 1957 Premio Avezzano
- 1960 Premio Viareggio (medaglia d'oro presidente della Repubblica)[4]
- 1964 Premio Tarquinia - Cardarelli
- 1965 Premio Pisa
- 1965 Premio Silver Caffè
- 1967 Premio Castelnuovo

## Opere
(elenco parziale)
- Devozione a Italo Balbo. Ai Poeti del cielo, un Poeta della Terra, Paris, s.n., 1933
- Amore all'Italia di Mussolini, Paris, Imprimerie "L'art typo", 1935
- Redenzione: poema, prefazione di Pierre Pascal, Paris, Edizioni del tridente, 1935
- Italia victrix: grandeur d'un chef, Paris, s.n., 1937
- (FR) Horizons perdus (liriche), Paris, Edition des deux Artisans, 1939
- (FR) Caravanes (liriche), Paris, Edition des deux Artisans, 1939
- Persite e Melassia (mito), Trani, Paganelli, 1940
- Ore bianche (liriche), Trani, Paganelli, 1940
- Elegie doriche (liriche), Roma, Eros, 1951
- Un negro in Paradiso, Roma, Eros, 1952
- Lettere della sposa demente (poemetto), prefazione di René Méjean, Roma, Ippogrifo, 1952
- Esilio sull'Himalaya (liriche), Roma, Ed. del Canzoniere, 1953
- Le favole di Dio (liriche), Roma, Ed. dell'Albatro, 1954
- Pietà della notte, Bologna, Cappelli, 1957
- Il Paese di nessuno (poemetto), Roma, Porfiri, 1958
- Poemetti, Roma, Porfiri, 1958
- Adagio quotidiano (liriche), Padova, Rebellato, 1958
- E l'uomo non sarà solo (prosa), Milano, Ceschina, 1960
- Mia figlia è innamorata (liriche), Milano, Cino Del Duca, 1960
- Il paese d'Iride (liriche), Roma, Carucci, 1962
- Gli occhi di Orfeo (liriche), Roma, Ippogrifo, 1964
- Ballata per mille ombre, prefazione di Giuseppe Marotta, Roma, Canesi, 1965
- Il mattutino delle tenebre (liriche), prefazione di Giuseppe Villaroel, Pisa, La Soffitta, 1966
- I detti immemorabili di R. M. Ratti, 2 voll., Roma, Ippogrifo, 1966
- Quando gli angeli ascoltano (liriche), Roma, Edizioni Ciranna, 1969
- Gli anni del silenzio, Roma, Cardini Editore, 1972
- Minuetto per ombre Sole, Padova, Rebellato, 1971
- Gesù muore ogni giorno (liriche), Roma, Ventro Editore, 1971
- Agalmata, prefazione di Carlo Belli, Roma, Ed. dell'Albatro, 1984
- Lo strappo (poesie), prefazione di Giacinto Spagnoletti, Lacaita, Manduria, 1984
- Un po' di meraviglioso, (poesie), con prefazione di Pietro Cimatti, Roma, Ed. dell'Albatro, 1984
- Sinfonie (poesie), con prefazione di Giorgio Bàrberi Squarotti, Roma, Ed. dell'Albatro, 1984

### Traduzioni
- Virgilio, Orfeo ed Euridice (dal libro IV delle Georgiche), in Iniziative, Roma, gennaio-febbraio 1957
- René Méjean, L'almanacco strappato, Milano, Ceschina, 1974
- René Méjean, Il canto tornante e altre poesie, con prefazione di M. Piazzolla, Roma, Fermenti, 1980